# Камбре-Эст

Кантон Камбре-Эст в составе округа Камбре

Камбре́-Эст(фр. Cambrai-Est) — упразднённый кантон во Франции, регион Нор — Па-де-Кале, департамент Нор. Входил в состав округа Камбре.
В состав кантона входили коммуны (население по данным Национального института статистики за 2011 г.):
- Авуен (775 чел.)
- Ивюи (3201 чел.)
- Камбре (10 352 чел.) (частично)
- Каньонкль (567 чел.)
- Коруар (582 чел.)
- Нав (628 чел.)
- Ньерни (495 чел.)
- Рамийи (593 чел.)
- Серанвилле-Форанвиль (340 чел.)
- Тен-л'Эвек (681 чел.)
- Тен-Сен-Мартен (529 чел.)
- Эскодевр (3387 чел.)
- Эстрэн (683 чел.)
- Эсвар (347 чел.)

## Экономика
Структура занятости населения (без учёта города Камбре):
- сельское хозяйство — 4,2 %
- промышленность — 20,2 %
- строительство — 8,3 %
- торговля, транспорт и сфера услуг — 40,7 %
- государственные и муниципальные службы — 26,5 %

Уровень безработицы (2010) - 13,2 % (Франция в целом - 12,1 %, департамент Нор - 15,5 %). 

Среднегодовой доход на 1 человека, евро (2010) - 21 905 (Франция в целом - 23 780, департамент Нор - 21 164).

## Политика
На президентских выборах 2012 г. жители кантона отдали в 1-м туре Франсуа Олланду 27,9 % голосов против 25,2 % у Николя Саркози и 23,7 % у Марин Ле Пен, во 2-м туре в кантоне победил Олланд, получивший 52,4 % голосов (2007 г. 1 тур: Саркози - 28,8 %, Сеголен Руаяль - 23,4 %; 2 тур: Саркози - 52,0 %). На выборах в Национальное собрание в 2012 г. по 18-му избирательному округу департамента Нор они поддержали действующего депутата, мэра Камбре Франсуа-Ксавье Виллена, набравшего 44,3 % голосов в 1-м туре и 58,0 % - во 2-м туре. (2007 г. Франсуа-Ксавье Виллен (СНД): 1-й тур: - 45,9 %, 2-й тур - 56,6 %). На региональных выборах 2010 года победили «левые»: список социалистов, набрав 24,7 %, незначительно опередил «правых» во главе с СНД (21,9 %); во 2-м туре единый «левый список» с участием социалистов, коммунистов и «зелёных» победил, хотя и не так убедительно, как во многих других кантонах департамента Нор — 47,0 % против 30,4 % у «правых» и 22,7 % у Национального фронта.
|  | Кандидат      | Партия                  | % голосов |
|  | ------------- | ----------------------- | --------- |
|  | Николя Сьегле | Правые партии           | 54,65     |
|  | Брижитт Гиде  | Социалистическая партия | 45,35     |

|  | Кандидат            | Партия                    | % голосов |
|  | ------------------- | ------------------------- | --------- |
|  | Брижитт Сорлен-Гиде | Социалистическая партия   | 52,05     |
|  | Клод Прингаль       | Союз за народное движение | 47,95     |